# I Feel Free
«I Feel Free» es una canción de la banda Cream, enfocada en el rock psicodélico y el blues, esta pista en específico de un estilo de pop psicodélico, combinado de una gran manera con el blues y en cierta parte, el hard rock, con apenas una duración de dos minutos y medio
Fue escrita por Jack Bruce y Pete Brown, en su parte musical y lírica respectivamente, mientras que la producción se llevó a cabo por el empresario australiano y productor, Robert Stigwood

## Lanzamiento
El tema fue lanzado como sencillo en la mayoría del mundo el 9 de diciembre de 1966, a la par del álbum debut de la banda, Fresh Cream, esta canción sustituyó a Spoonful en el álbum salido en Estados Unidos, mientras que en Reino Unido directamente no está.
En Reino Unido, la canción fue un éxito, llegado al tope de las listas con el número 11, al contrario que en Estados Unidos, que solo alcanzó el número 116, esto sería el detonante para que se incluyera en el LP estadounidense